# Осмонд, Донни
До́нни О́смонд (англ. Donald Clark "Donny" Osmond, род. 9 декабря 1957) — американский певец и актёр, в прошлом идол подростков.
Начал карьеру в шоу-бизнесе как участник (вместе со своими четырьмя старшими братьями) музыкальной группы The Osmonds (присоединился он к ней совсем маленьким, в 1963 году). В 1971 году группа стала очень популярной, причём в журналах, на телешоу и т. д. Донни из-за его «ухоженной симпатичной внешности» часто выделяли среди братьев как предмет наибольшего обожания девушек. Лейбл группы (MGM Records) тоже не терял времени и начал извлекать из популярности Донни выгоду — уже в 1971 году у него (параллельно с работой в группе) вышел первый сольный сингл «Sweet and Innocent», который достиг 7 места в США. А следующий за ним — «Go Away, Little Girl» — попал на 1 место.
Позже ещё с 1970-х годов Донни также стал работать в паре со своей младшей сестрой Мари́ (как Donny & Marie). В частности, у них было собственное одноимённое телешоу и собственное — тоже так и названное, Donny & Marie — ток-шоу.

## Дискография
- The Donny Osmond Album (1971)
- To You With Love, Donny (1971)
- Portrait Of Donny (1972)
- Too Young (1972)
- Alone Together (1973)
- A Time For Us (1973)
- Donny (1974)
- Disco Train (1976)
- Donald Clark Osmond (1977)
- Donny Osmond (1989)
- Eyes Don’t Lie (1990)
- Four (1997)
- This is the Moment (2001)
- Somewhere in Time (2002)
- What I Meant to Say (2004)
- Love Songs of the 70s (2007)
- The Soundtrack of My Life (2014)

## Фильмография
- См. «Donny Osmond § Filmography» в английском разделе.